# طارق سويد
طارق سويد (26 يونيو 1981) كاتب ممثل ومقدم برامج لبناني 

## حياته ومشواره المهني
توفي والده وهو بسن صغير اضطرت والدته السيدة سامية لتربيته مع إخوته ، درس التمثيل والإخراج في المعهد العالي للفنون تتلمذ على يد المخرج سمير حبشي كما عمل كأستاذ مسرحي انطلاقته كانت مع الممثل وسام صباغ في فرقة «الدبابير» لمدة ثلاثة سنوات وكان شخصية اساسية في العمل، إضافة إلى مشاركته في مسلسل «من أحلى بيوت راس بيروت». كذلك عمل في الإذاعة لمدة ستة سنوات  انطلاقته في تقديم البرامج كانت مع محطة أو تي في من خلال برنامج «لألأة» عام 2010 التي وصلت لمئة حلقة كان قبلها يقوم بإعداد برنامج «ناتالو» على قناة الجديد فأعجب المخرج شادي حنا بشخصيته المرحة قدم بعدها عدة برامج مع مي شهاب وبمفرده عام 2014 بعد اطلالته في برنامج حديث البلد مع منى أبو حمزة قام طارق بالباس زميلته ريتا حايك بخاتم الخطوبة وعلى أغنية «يا دبلة الخطوبة»، قام ليعودا ويوضحا أن القصة كانت مجرد «مزحة» آرادا من خلالها التأكيد للجميع أن علاقتهما ليس بعلاقة حب وإنما صداقة وأخوة كبيرة وأن كل ما يتردد في الصحافة حول علاقة الحب التي بينهما ليست سوى مجرد شائعة لا أساس لها من الصحة  .عام 2016 غادر المحطة إلى شاشة إم بي سي حيث قدم برنامج الصدمة في شهر رمضان لموسمين متتالين
في سبتمبر 2017 أشيع خبر القبض عليه من قبل القوى الامنية، على طريق المعيصره نهر إبراهيم، ليتبين انه مشهد تمثيلي لبرنامج "عاطل عن الحرية" الذي يعرض على إم تي في اللبنانية"، ولعب دور تاجر المخدرات المعروف "جهاد زعيتر"، وان الحلقة صورت مع مدمنين على المخدرات شاركوا في اداء الادوار في حلقة توعيه ضد المخدرات 
في أكتوبر 2017 أعلن انضمامه لمحطة ال بي سي ككاتب منتج وممثل بعد ستة عشر عاما من الانطلاقة من كومبارس صامت، لمساعد إكسسوار، لمساعد إنتاج، لكومبارس متكلم.
في عيد الميلاد نهاية العام 2017 قدم برنامج تلفزيون الواقع «مطرَحك» ليلة الميلاد يطل فيها نجم مشهور في تجربة إنسانيّة صعبة، يختبر فيها لحظات ومواقف وتفاصيل الحياة اليوميّة لحالة إنسانيّة مؤثّرة.

## أعماله

### إعداد البرامج
- 2009: ناتالو تقديم ناتالي نعوم
- 2010: لألأة
- 2011: صحي وسريع تقديم مونيك زعرور
- 2011: دكتور فيب [13]
- 2013: ضحك وجد [14]

### الكتابة
- 2010: نفرح منك (مسلسل)
- 2011: متل الكذب (مسلسل)
- 2012: من كل قلبي (مسلسل)
- 2013: أماليا (مسلسل)
- 2014: وجع الروح [15] (مسلسل)
- 2014: كفى [16] (مسلسل)
- 2015: بالقانون [17](فيلم)
- 2017: آدهم بيك [18] (مسلسل)
- 2019: بالقلب (مسلسل)
- 2020: العودة (معالجة درامية)
- 2020: عروس بيروت 2

### التمثيل
- 2001:من أحلى بيوت راس بيروت(مسلسل)
- 2001: الجبال حين تنهار (مسلسل)
- 2004:أحبيني (فيلم)
- 2007: الطاغية (مسلسل)
- 2007: للحب وجه آخر (مسلسل)
- 2009: نهاد وسعاد (مسلسل)
- 2009: بدل عن ضايع (مسلسل)
- 2010: نفرح منك (مسلسل)
- 2011: مثل الكذب (مسلسل)
- 2012: من كل قلبي (مسلسل)
- 2012: اللي ببطنن عراس لسانن (مسلسل)
- 2017:الحب الحقيقي (مسلسل)
- 2018:الحب الحقيقي 2(مسلسل)
- 2020:العودة (مسلسل)

### تقديم البرامج
- رمضان 2010: أحلى جمعة مع وسام صباغ ووسام جاد
- 2010-2011: لألأة مع مي شهاب [19]
- 2011:dr vip[20]
- 2012: ستروبيا
- 2013: ضحك وجد
- 2015: بالعربي المشربح
- رمضان 2016، 2017،2018: الصدمة 1,2 مع كريم كوجاك وآلاء حسين [21]
- 2017: مهرجان الزمن الجميل [22]
- 2017: مطرحك
- 2018: مطرحك
- 2021: قصة وغصة
- 2025:دراما

### الإعلانات
- جبنة فيتا الوادي الأخضر

## روابط خارجية
- طارق سويد على موقع قاعدة بيانات الأفلام العربية